# Carlos Hakansson
Carlos Guillermo Hakansson Nieto (Lima, 24 de julio de 1965 - ) es un abogado constitucionalista y profesor universitario peruano. Es, desde febrero de 2024, embajador del Perú en Costa Rica.
Es columnista del periódico Diario Correo y del portal conservador El Montonero.

## Biografía
Nació en Lima en 1965. Hijo de Carlos Hakansson Freundt y Herminia Nieto Molina. 
Realizó sus estudios escolares en el Colegio Nuestra Señora del Carmen - Carmelitas de la ciudad de Lima.
Ingresó a la Universidad de Lima, en la cual estudió Derecho y Ciencias Políticas y se tituló como abogado en 1994. Obtuvo un doctorado en Derecho en la Universidad de Navarra con calificación sobresaliente cum laude. Ha realizado estudios de especialización sobre la Unión Europea en la Universidad de La Coruña así como estancias e investigaciones en la Universidad de Santiago de Compostela, en la Biblioteca Bodleiana de la Universidad de Oxford, en la Universidad de Vigo y en la Universidad de California en San Diego.
En el Instituto Nacional de Defensa de la Competencia y de la Protección de la Propiedad Intelectual (INDECOPI) se ha desempeñado como Vicepresidente de la Comisión de Defensa al Consumidor (Lambayeque 2013-2014) y miembro del Consejo Consultivo Regional.
Es miembro de la Comisión Consultiva de la Comisión de Constitución y Reglamento del Congreso de la República del Perú.
En 2014, 2019 y 2021 fue Candidato para ser Magistrado del Tribunal Constitucional.
En 2021 postuló nuevamente en el Concurso Público organizado por la Comisión Especial de Selección de Candidatos aptos para la elección de Magistrados del Tribunal Constitucional, quedando en el tercer puesto entre quince finalistas.

### Labor académica y de investigación
Hakansson ingresó como docente a la Universidad de Piura (1993), en la cual fue Decano de la Facultad de Derecho desde 2007 hasta 2013. En dicha casa de estudios también ha sido Director del Instituto para los Derechos Humanos y la Democracia (IDH) (hasta julio de 2020).
Es titular de la Cátedra Jean Monnet de Derecho Comunitario Europeo reconocida por la Comisión Europea (2002).
Es miembro de la Asociación Peruana de Derecho Constitucional y miembro de su Consejo Directivo.

### Función pública
Durante el gobierno de Dina Boluarte, fue nombrado por el premier Alberto Otárola  en julio de 2023 como uno de los abogados miembros ad honorem de una Comisión Consultiva dedicada a asesorar a la presidenta Boluarte en materias constitucionales. Tiempo más tarde, fue nombrado por la presidenta Boluarte como embajador político del Estado Peruano ante la república de Costa Rica y, por tanto, ante la Corte Interamericana de Derechos Humanos con sede en San José.

## Publicaciones
- El neopresidencialismo. La forma de gobierno de la Constitución peruana, Yachay Legal, tercera edición, Lima, 2021.
- Curso de Derecho Constitucional, Palestra Editores, Universidad de Piura (colección jurídica), tercera edición, Lima, 2019.
- El proceso de inconstitucionalidad: una aproximación teórica y jurisprudencial, Palestra Editores, Serie Derechos y Garantías Nro 25, Lima, 2014.
- La forma de gobierno de la constitución peruana, Universidad de Piura, colección jurídica, 2001.